# 橘紅腎圓盾介殼蟲
橘紅腎圓盾介殼蟲（学名：Aonidiella aurantii）为盾介殼蟲科腎圓盾介殼蟲屬下的一个种。